# Pata-de-vaca

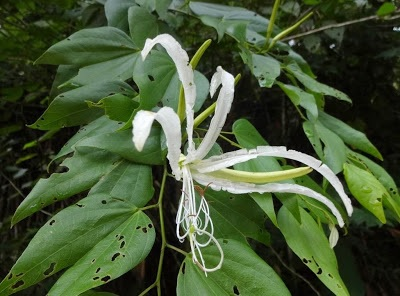

A pata-de-vaca (Bauhinia forficata) é uma árvore da Mata Atlântica e de outros biomas, encontrada na Argentina, Brasil (Ceará, Bahia, Minas Gerais, Rio de Janeiro, São Paulo, Paraná, Santa Catarina e Rio Grande do Sul), Uruguai, Paraguai, Peru e Bolívia.

## Etimologia e sinonímia
Devido à morfologia de suas folhas, semelhante ao formato das patas de bovídeos, a Bauhinia fortificata é chamada vulgarmente de pata-de-vaca, casco-de-vaca, pata-de-boi, pata-de-vaca-branca, unha-de-boi e unha-de-vaca. Também é conhecida popularmente como miroró, mororó e mororó-de-espinho.

## Descrição
Trata-se de uma planta leguminosa de porte arbóreo e viés perene, a qual alcança até 8 m de altura. 

## Usos da Pata de Vaca
É uma árvore ornamental, apreciada em áreas urbanas por suas belas e grandes flores. É usada tradicionalmente como medicamento e tem sido objeto de estudos no controle da diabetes. Estudos científicos  comprovaram que a planta é capaz de reduzir a hiperglicemia tendo ação semelhante a da insulina. Além disso, estudos comprovam um importante potencial antioxidante dos extratos da planta in vitro . A espécie é pioneira e importante na regeneração de matas degradadas.

## Galeria

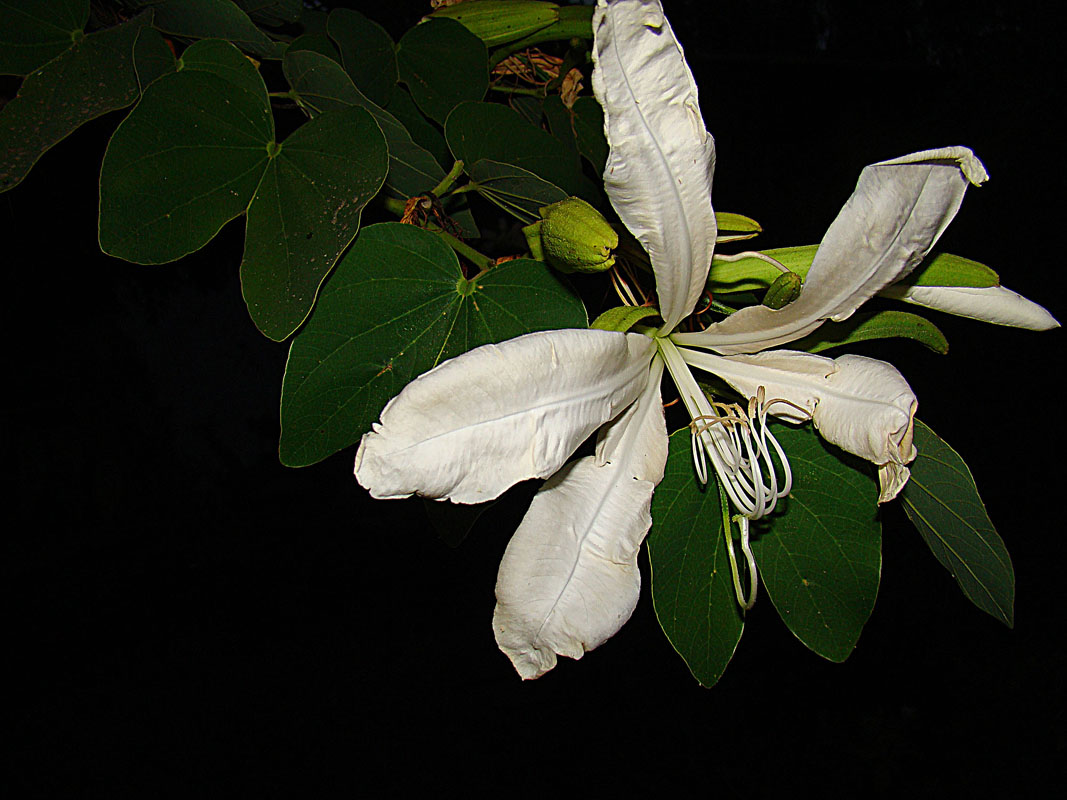
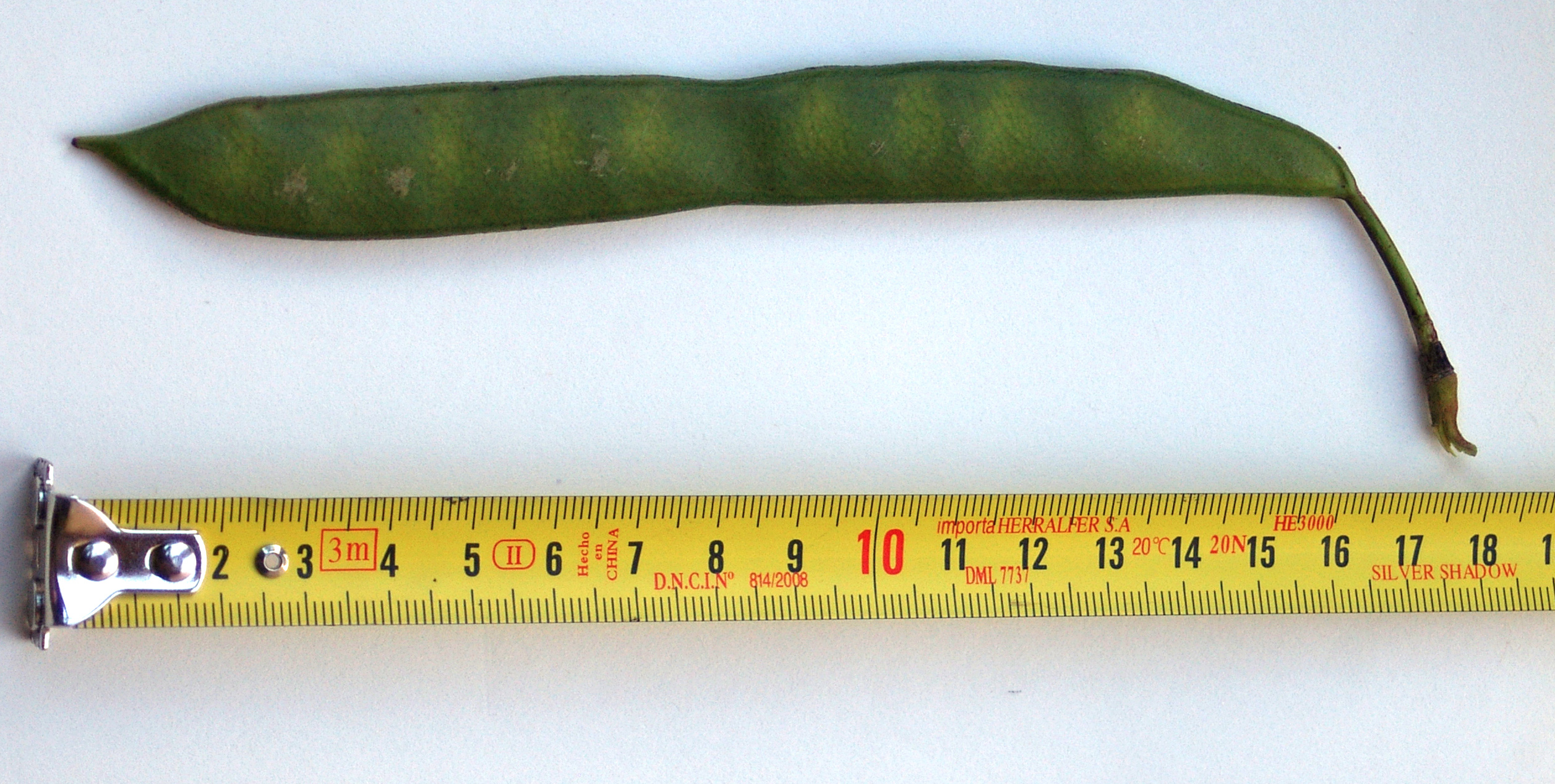
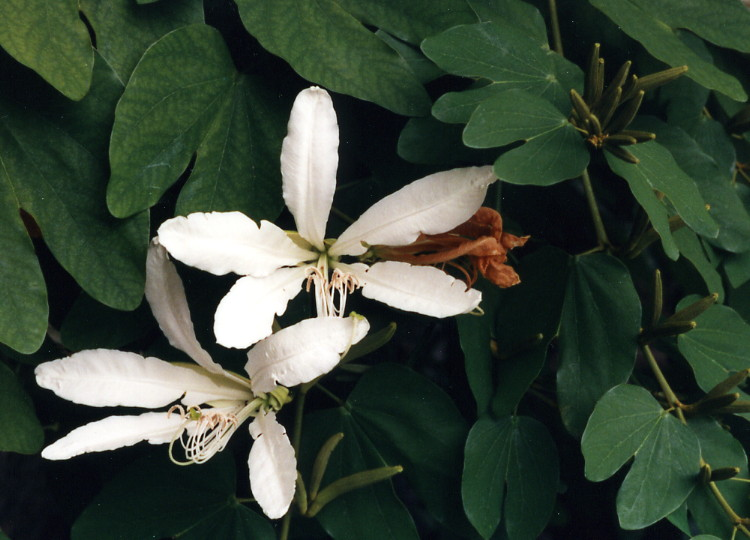

## Subespécies
- Bauhinia forficata forficata
- Bauhinia forficata grandifolia
- Bauhinia forficata latifolia
- Bauhinia forficata longiflora
- Bauhinia forficata platypetala
- Bauhinia forficata pruinosa